# BoA
Boa Kwon (Hangul: 권보아 Kwon Boa) (Guri, Gyeonggi-do, 5 november 1986) is een Zuid-Koreaans zangeres, componiste, danseres, model en stemactrice. Sinds 2000 is BoA actief bij de bekende Koreaanse platenmaatschappij S.M. Entertainment. Ze is een van de populairste artiesten in zowel Japan als Zuid-Korea.
Inmiddels heeft ze tien albums, drie minialbums, twee compilatiealbums, twee remixalbums en meer dan 30 singles uitgebracht.
Ze spreekt vloeiend Koreaans, Japans, Engels en leert momenteel Chinees. Tevens heeft BoA een aantal van haar liedjes herschreven in het Mandarijn. 
In de Westerse wereld is ze vooral bekend door de samenwerking met de boyband Westlife. Samen hebben ze het duet Flying Without Wings opgenomen.

## Carrière

### 2008-2009: VS-debuut
Op 2 september 2008 kondigde SM Entertainment aan dat BoA in Amerika zou debuteren onder de subdivisie van het label: SM Entertainment USA.
Tijdens de persconferentie op 10 september 2008 in het Seoel Imperial Palace Hotel werd nader gesproken over haar nieuwe uitdaging. Daarbij werd ook verteld dat haar debuutsingle Eat You Up een maand later in de online muziekwinkels zou komen te liggen.
Op 21 oktober 2008 kwam haar debuutsingle Eat You Up uit bij de twee grote online muziekwinkels: Amazon.com en de iTunes Store. De single bereikte in korte tijd de topposities van de onlinemuziekhitlijsten in de Verenigde Staten. De single was een dag later ook in Nederland verkrijgbaar via de iTunes Store.
De fysieke single zou een maand later (11 november 2008) volgen, maar het is er nooit van gekomen. In plaats daarvan bracht SM een promotie-cd uit met daarop de remixen van de single. Eat You Up werd kort daarna de nummer 1 in de "Breakout on the Hot Dance Club Play"-hitlijst. De remixversie met rapper Flo Rida lekte in december uit op internet.
Tijdens haar optreden bij YouTube Live in Tokio voerde BoA Eat You Up en diverse andere nummers uit. Op 3 december 2008 voerde BoA voor de tweede keer Eat You Up en ook voor het eerst Look Who's Talking uit. Drie dagen later deed ze hetzelfde bij de Jingle Ball in de Anaheim.

## Discografie

### Koreaanse albums
- ID;Peace B. (26 augustus 2000)
- Don't Start Now (Jumping Into The World) (EP) (3 maart 2001)
- No.1 (12 april 2002)
- Miracle (EP) (24 september 2002)
- Atlantis Princess (30 mei 2003)
- Shine We Are! (EP) (4 december 2003)
- My Name (15 juni 2004)
- Girls on Top (27 juni 2005)
- Hurricane Venus (augustus 2010)
- Only One (22 juli 2012)

### Engelse albums
- BoA (17 maart 2009)
- BoA Deluxe (22 september 2009)

### Dvd's
- 8 Films and More (19 maart 2003)
- BoA FIRST LIVE TOUR 2003 -VALENTI- (2 juli 2003)
- History of BoA (5 augustus 2003)
- BoA LIVE TOUR 2004 - LOVE & HONESTY (7 juli 2004)
- BoA ARENA TOUR 2005 - BEST OF SOUL (6 juli 2005)
- BoA COMPLETE CLIPS 2004-2006 (7 maart 2007)
- BoA The Live (7 maart 2007)
- BoA ARENA TOUR 2007 - MADE IN TWENTY(20) (8 augustus 2007)
- BoA THE LIVE "X'mas" (19 maart 2008)
- BoA LIVE TOUR 2008 - THE FACE (17 september 2008)

### Japanse albums
- Listen To My Heart (13 maart 2002)
- Valenti (29 januari 2003)
- Love & Honesty (15 januari 2004) (ook als cd+dvd Limited Edition)
- Outgrow (15 februari 2006) (ook als cd+dvd Limited Edition)
- Made in Twenty (20) (17 januari 2007)
- The Face (27 februari 2008)
- Identity (10 februari 2010)
- Who's Back? (3 september 2014)

### Japanse compilatiealbums
- K-Pop Selection (3 maart 2004) (ook als cd+dvd Limited Edition)
- Best of Soul - Perfect Edition (2 februari 2005) (cd+dvd)
- BEST & USA (18 maart 2009)
- BoA Summer Selection 2011 (Digital Compilation)
- Winter Ballad Collection 2013 (Digital Compilation)
- Winter Ballad Collection 2014 (Digital Compilation)

### Japanse remixes
- Peace B. Remixes (7 augustus 2002)
- Next World (27 augustus 2003)